# Söderort
Söderort är den del av Stockholms kommun som ligger söder om Stockholms innerstad. Stockholms kommun betecknar kommundelen Söderort som ett stadsområde.

## Kommundelen Söderort
I kommundelen Söderort ingår 52 stadsdelar, alltså samtliga som ligger söder om Mälaren-Årstaviken-Hammarbyleden utom Södra Hammarbyhamnen som räknas till Stockholms innerstad då den stadsdelen ingår i Södermalms stadsdelsområde. Stadsdelarna närmast söder om Stockholms innerstad brukar räknas som en del av det Halvcentrala bandet.
Söderort består huvudsakligen av dåvarande Brännkyrka landskommun, som införlivades med Stockholm 1913. 1930 tillfördes ett område från Nacka och 1963 ett område från Huddinge. Den 1 januari 1957 överfördes Reimersholme från Söderort till Stockholms innerstad.
I rättsligt hänseende tillhör Söderort från och med den 1 april 2007 Södertörns domsaga. Polisiärt utgör Söderort ett eget polismästardistrikt, Söderorts polismästardistrikt. Söderorts åklagarkammare omfattar samma område.

## Natur och geografi
Söderort ligger på norra delen av Södertörn och har dess typiska natur med skogar, bergknallar och våtmarker. I Söderort återfinns också rester av Stockholmsåsen som sträcker sig från Skanstull och söderut över bland annat Skogskyrkogården.
Söderort har en solfjäderform med Årstaviken och Södermalm i norr och Mälaren i väster. Söderut ligger Huddinge kommun, där gränsen till största delen utgörs av skog och sjöarna Långsjön, Magelungen och Drevviken. Österut gränsar Söderort till Nacka kommun med gränsen i Nackareservatet och Ältasjön. I sydost finns slutligen en kortare gräns till Tyresö kommun.
Ytterpunkterna är 59° 19' 1" N (Ormbergets norra udde i Gröndal) och 59° 13' 8" N (Kaninholmen i Farsta strand) samt 17° 52' 5" Ö (udden vid Estbrötevägen i Vårberg) och 18° 12' 5" Ö (Skrubba malm i Skrubba).

## Bebyggelse och transportleder

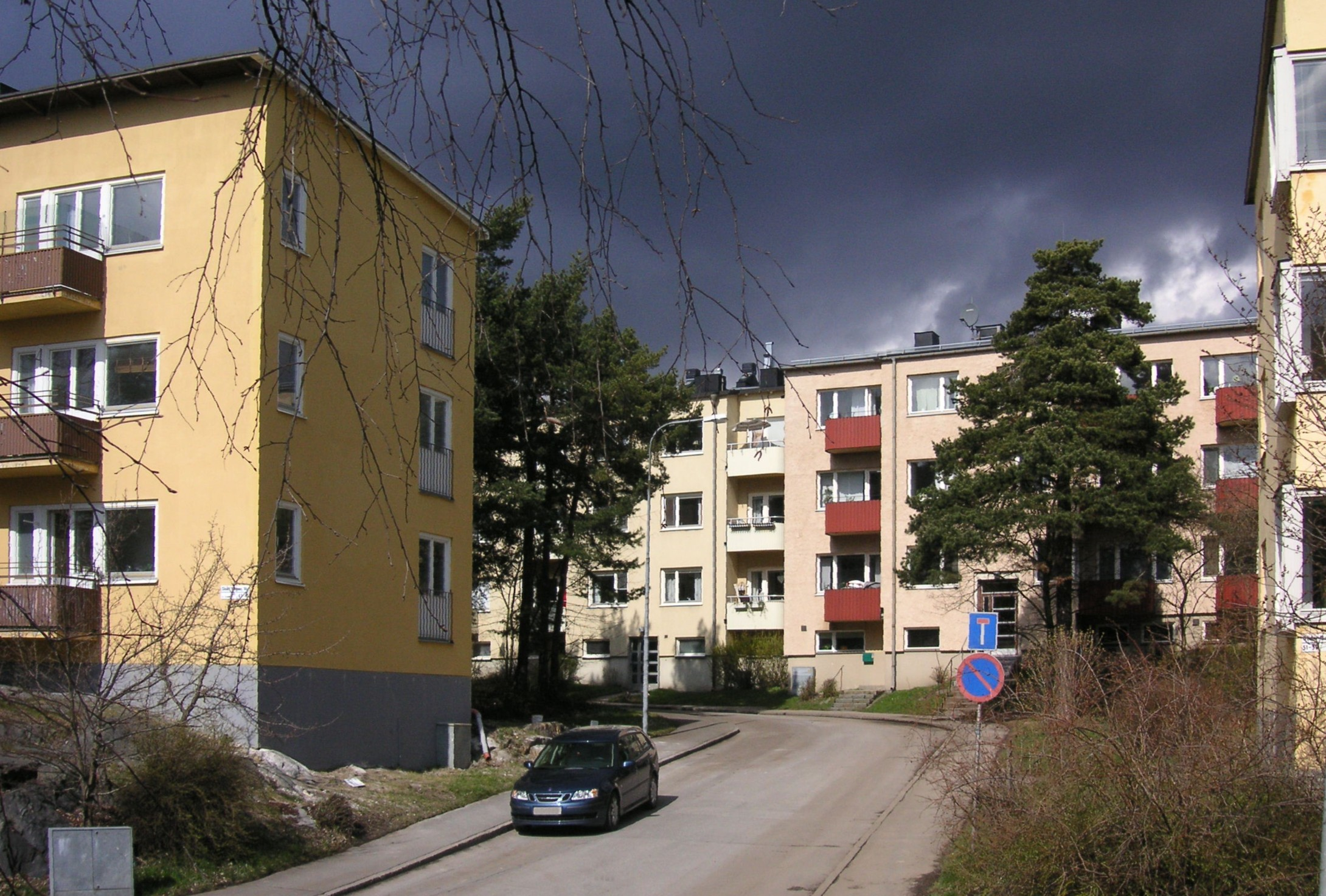
Låghus från slutet av 1930-talet i Hammarbyhöjden.

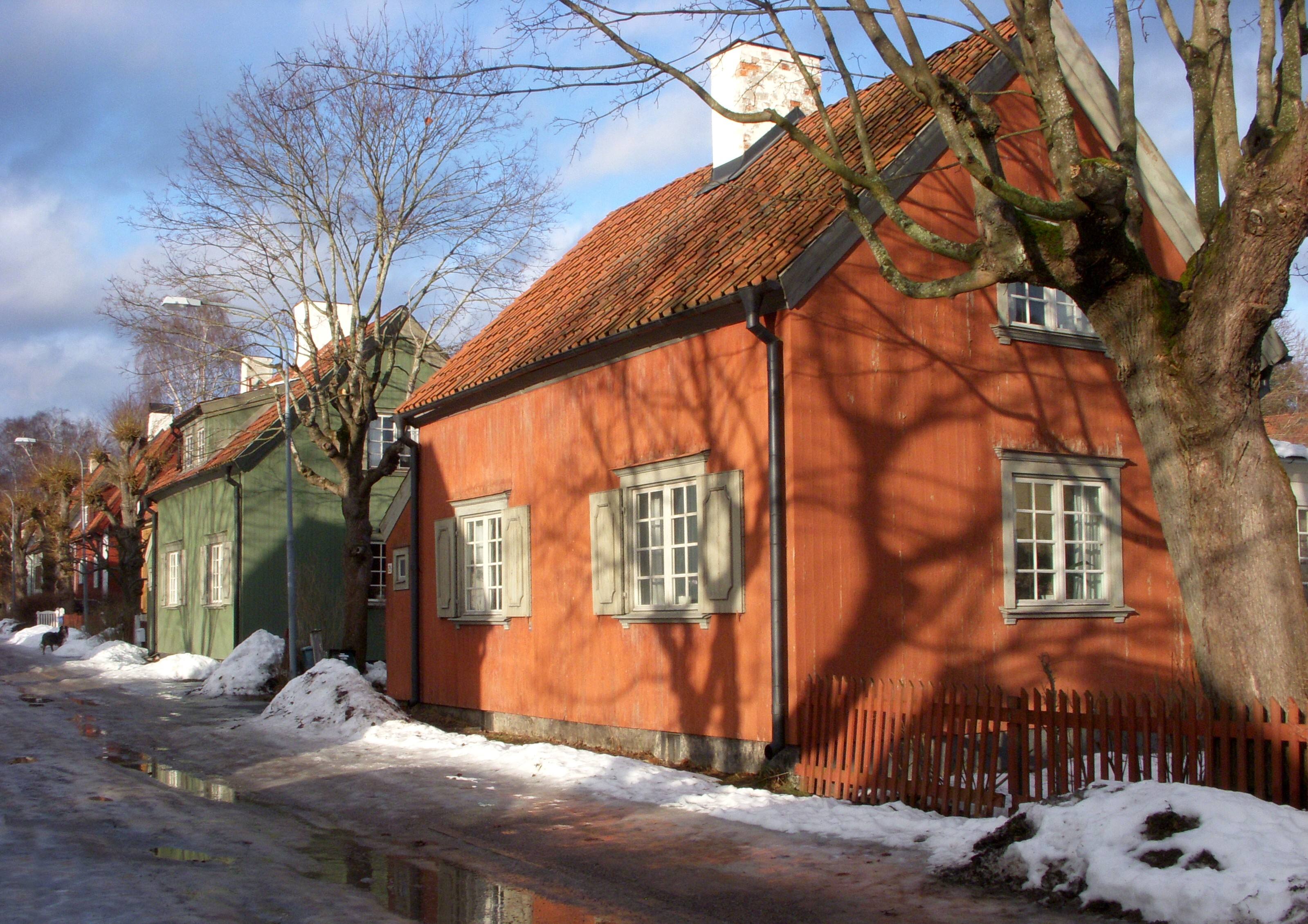
Småhus från 1920-talet i Enskededalen.

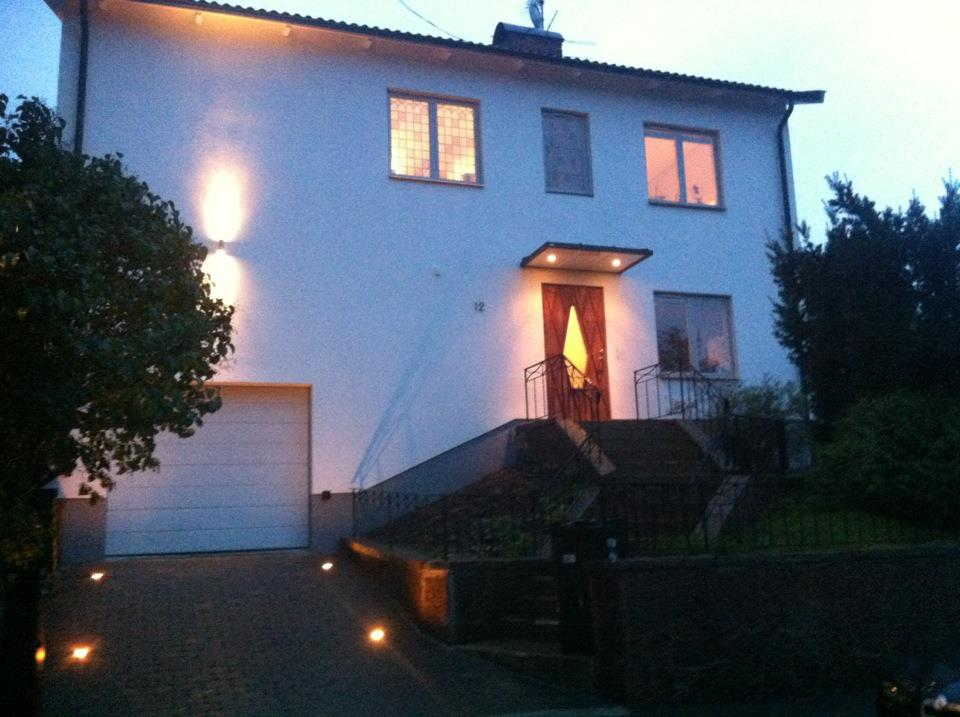
Senfunkisvilla från 1940-talet i Örby villastad.

Söderort kan ses bestå av tre koncentriska halvcirklar av bebyggelse:
- Närmast Södermalm ligger närförorter som alltmer börjar betraktas som en utbyggd innerstad. Här finns flerbostadsbebyggelse från flera tidsperioder. Tidigt 1900-tal byggdes Aspudden, därefter byggdes successivt fram till 1950-talen områden som Hägersten, Midsommarkransen, Årsta och Hammarbyhöjden. Under de sista årtiondena har sedan ytterligare bostadshus uppförts på tidigare industrimark till exempel vid Vin & Sprits gamla område vid Liljeholmskajen.
- I "ringen" utanför finns områden med småhus främst byggda mellan 1910 och 1940 som Mälarhöjden, Älvsjö, Örby och Gamla Enskede.
- Den yttersta "ringen" består av förorter som byggdes i anslutning till tunnelbanans utbyggnad på främst 1950-, 1960- och 1970-talen med flerbostadshus nära sina lokala centrum och radhus längre ut. Här återfinns områden som Skärholmen, Bredäng, Högdalen, Rågsved, Hagsätra, Hökarängen, Farsta och Skarpnäck.

Stockholms tunnelbana täcker väl Söderort med de södra grenarna av röda och gröna linjen. Även Stockholms pendeltåg finns åtkomlig via stationerna Årstaberg, Älvsjö och Farsta strand. Många busslinjer och Tvärbanan tillkommer, vilket fullbordar den mycket goda täckningen av kollektivtrafik.
De viktigaste vägarna är de nord-sydliga Nynäsvägen, Södertäljevägen och Huddingevägen samt Södra länken som går från öster till väster. Medan vägstandarden i sig är god mot city och för tvärförbindelser så utgör infarterna mot city och kringleden Essingeleden trafikproppar som begränsar vägtrafikflödena speciellt under rusningstrafik.

## Befolkning och näringsliv

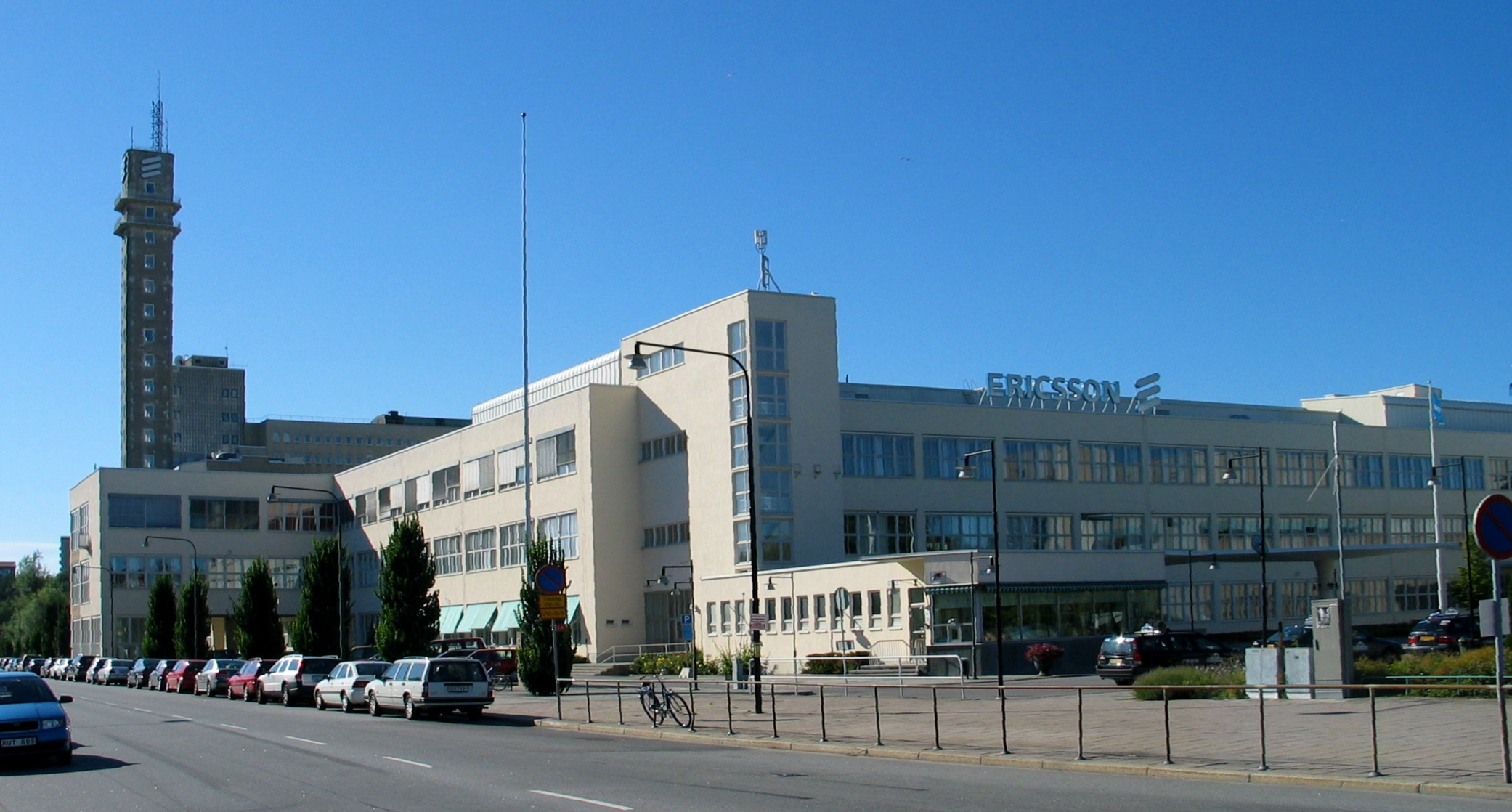
Högskolan Konstfack ligger vid Telefonplan i Ericssons tidigare huvudanläggning.

Inga av Stockholms större arbetsplatsområden ligger i Söderort. Bland de arbetsplatser och anläggningar som servar hela Stockholm kan nämnas Årsta partihallar, Konstfack, Älvsjömässan, Globen och Skogskyrkogården. Större köpcenter finns i Skärholmens centrum och Farsta centrum.
Inom området bor 375 111 invånare (2022-12-31)., vilket är drygt en tredjedel av hela stadens befolkning.  Andelen med utländsk bakgrund är 35,6 % (hela staden 34,16 %). 80,72 % av befolkningen mellan 20 och 64 år är förvärvsarbetande (hela staden 79,5 %). 2,9 % är arbetslösa (hela staden 2,8 %).
Ohälsotalet för invånarna är 16,3 dagar/person (hela staden 14,5) och andelen med ekonomiskt bistånd är 2,1 % (hela staden 2,1 %).
Andelen med högskoleutbildning är 57,8 % (hela staden 61,0 %), andelen niondeklassare med behörighet till gymnasiet är 89,4 % (hela staden 90,8 %<).

## Stadsdelsområden
Söderort indelas sedan 1 juni 2020 i följande fem stadsdelsområden (alfabetisk ordning):
- Enskede-Årsta-Vantörs stadsdelsområde
- Farsta stadsdelsområde
- Hägersten-Älvsjö stadsdelsområde
- Skarpnäcks stadsdelsområde
- Skärholmens stadsdelsområde

## Stadsdelar

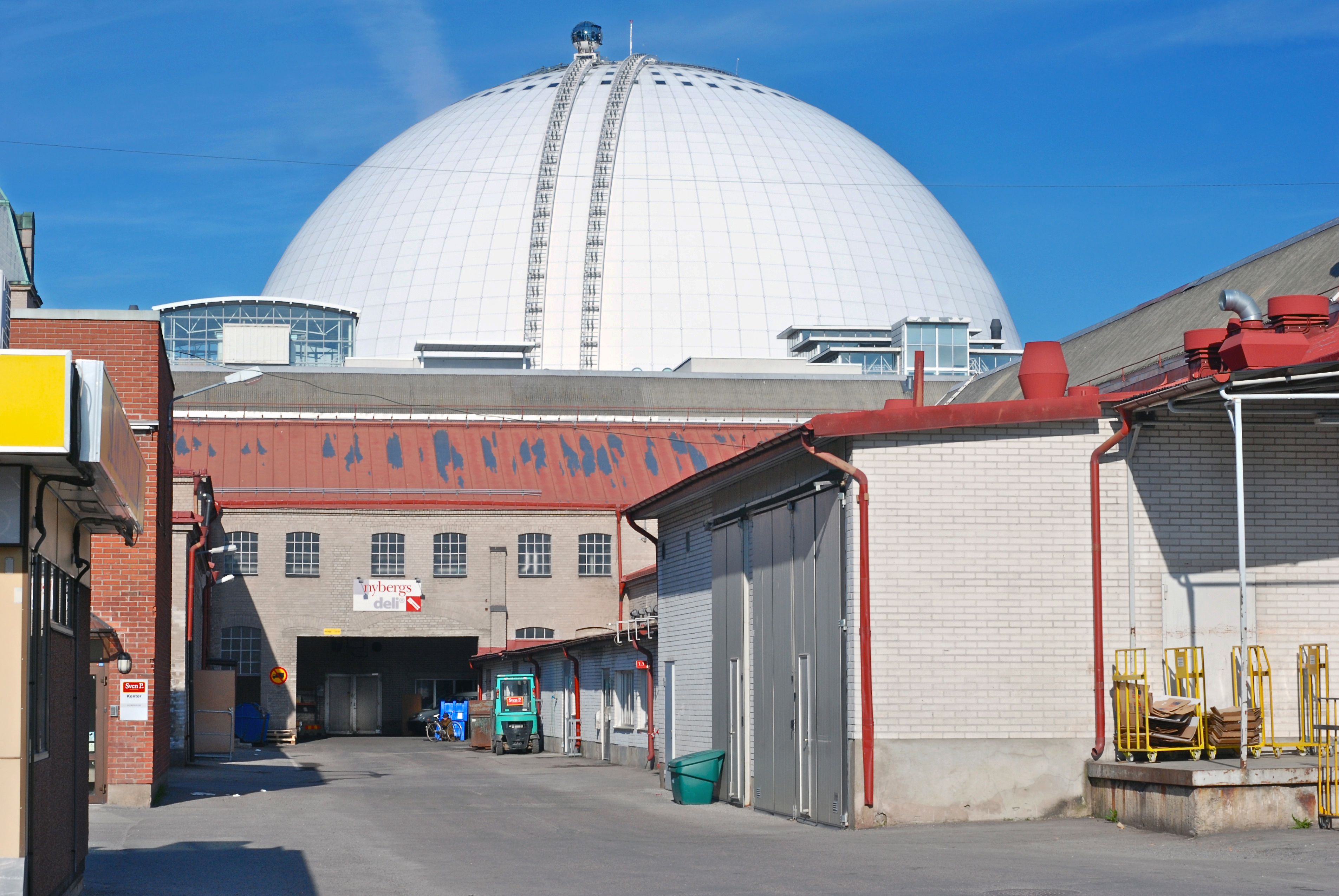
Globen sedd från Slakthusområdet i Johanneshov.

Följande stadsdelar ingår (alfabetisk ordning):
| Stadsdel         | Yta (km²) | Invånare (2022) | Invånare/km² |
| ---------------- | --------- | --------------- | ------------ |
| Aspudden         | 1,1       | 8 901           | 7 755        |
| Bagarmossen      | 1,98      | 11 590          | 5 741        |
| Bandhagen        | 0,82      | 6 952           | 7 254        |
| Björkhagen       | 1,34      | 6 831           | 4 549        |
| Bredäng          | 2,09      | 10 571          | 4 657        |
| Enskededalen     | 0,6       | 2 773           | 3 983        |
| Enskedefältet    | 1,03      | 1 598           | 1 367        |
| Enskede gård     | 0,86      | 3 383           | 3 451        |
| Fagersjö         | 1,75      | 2 870           | 1 626        |
| Farsta           | 2,37      | 15 533          | 5 347        |
| Farstanäset      | 0,45      | 0               | 0            |
| Farsta strand    | 1,56      | 5 545           | 3 395        |
| Flaten           | 2,33      | 5               | 1            |
| Fruängen         | 1,29      | 9 777           | 5 805        |
| Gamla Enskede    | 2,94      | 10 810          | 3 665        |
| Gröndal          | 0,91      | 9 086           | 8 547        |
| Gubbängen        | 1,77      | 6 043           | 3 037        |
| Hagsätra         | 1,70      | 9 937           | 5 066        |
| Hammarbyhöjden   | 1,17      | 10 721          | 7 563        |
| Herrängen        | 1,36      | 3 896           | 2 713        |
| Hägersten        | 1,93      | 9 952           | 4 731        |
| Hägerstensåsen   | 0,87      | 8 101           | 8 359        |
| Högdalen         | 2,01      | 10 446          | 4 248        |
| Hökarängen       | 1,42      | 10 302          | 6 279        |
| Johanneshov      | 1,27      | 6 265           | 4 702        |
| Kärrtorp         | 1,09      | 5 302           | 4 313        |
| Larsboda         | 1,23      | 2 441           | 1 720        |
| Liljeholmen      | 1,70      | 17 172          | 5 955        |
| Liseberg         | 0,38      | 1 487           | 3 389        |
| Långbro          | 1,93      | 7 655           | 3 502        |
| Långsjö          | 1,06      | 3 041           | 2 625        |
| Midsommarkransen | 0,98      | 11 917          | 10 315       |
| Mälarhöjden      | 1,42      | 4 385           | 3 063        |
| Orhem            | 1,95      | 68              | 42           |
| Rågsved          | 2,05      | 11 902          | 5 601        |
| Skarpnäcks gård  | 2,80      | 10 877          | 3 914        |
| Skrubba          | 2,34      | 14              | 4            |
| Skärholmen       | 1,89      | 8 615           | 4 337        |
| Sköndal          | 2,70      | 10 683          | 2 809        |
| Solberga         | 1,85      | 12 765          | 4 450        |
| Stureby          | 2,05      | 8 566           | 3 584        |
| Svedmyra         | 0,94      | 3 594           | 3 121        |
| Sätra            | 2,79      | 7 695           | 2 525        |
| Tallkrogen       | 1,22      | 4 808           | 3 370        |
| Vårberg          | 1,94      | 10 270          | 4 816        |
| Västberga        | 2,03      | 6 809           | 2 451        |
| Västertorp       | 0,82      | 7 498           | 8 344        |
| Årsta            | 2,62      | 20 623          | 6 654        |
| Älvsjö           | 2,03      | 1 444           | 517          |
| Örby             | 1,59      | 5 913           | 3 300        |
| Örby Slott       | 0,67      | 2 026           | 2 676        |
| Östberga         | 1,94      | 5 636           | 2 828        |
| Söderort         | 82,99     | 375 111         | 3 914        |

Uppgifterna för stadsdelarna Farstanäset, Flaten, Orrhem samt Skrubba avser den 31 december 2018.

## Församlingar
Svenska kyrkan har följande församlingar inom Söderort:
- Brännkyrka församling
- Enskede-Årsta församling
- Farsta församling
- Hägerstens församling
- Skarpnäcks församling
- Skärholmens församling
- Vantörs församling

## Distrikt
Från 2016 indelas Söderort för befolkningsrapportering i följande distrikt:
- Brännkyrka distrikt
- Enskede distrikt
- Farsta distrikt
- Hägerstens distrikt
- Skarpnäcks distrikt
- Skärholmens distrikt
- Vantörs distrikt

## Postorter
Postorter i Söderort:
- Bagarmossen (postnummer 128 04-05, 128 41-48)
- Bandhagen (postnummer 124 XX)
- Enskede (postnummer 122 XX)
- Enskededalen (postnummer 121 14-15, 121 30-34)
- Enskede gård (postnummer 120 47-48)
- Farsta (postnummer 123 XX)
- Hägersten (postnummer 126 XX och 129 XX)
- Johanneshov (postnummer 121 XX)
- Skarpnäck (postnummer 128 XX)
- Skärholmen (postnummer 127 XX)
- Sköndal (postnummer 128 62-69, 128 85)
- Stockholm (postnummer 117 XX [Gröndal, Liljeholmen och enstaka platser i Årsta], dessutom används Stockholm som postort av större företag i området)
- Stockholm-Globen (postnummer 121 XX, delade med Johanneshov, endast boxar)
- Årsta (postnummer 120 XX, delade med Enskede gård och Stockholm [Hammarby Sjöstad])
- Älvsjö (postnummer 125 XX)

## Uttrycket ”söder om Söder”
Det informella uttrycket ”söder om Söder” används ofta som en synonym till Söderort. Enligt vissa syftade uttrycket ursprungligen främst på de delar som ligger närmast Södermalm, exempelvis Årsta, Hammarbyhöjden och Gröndal. Samtidigt som uttrycket av andra används även inklusive kommuner på Södertörn söder om Stockholms kommun.